# Brian Lykke
 Der er for få eller ingen kildehenvisninger i denne artikel, hvilket er et problem. Du kan hjælpe ved at angive troværdige kilder til de påstande, som fremføres i artiklen.

Brian Lykke (født 23. april 1976 i Silkeborg) er en dansk skuespiller, komiker og tekstforfatter. 

## Karriere
Lykke blev landskendt i rollen som Miklos Raboszki i DR-satireserien Trio van Gogh. Siden har Lykke medvirket i en lang række DR produktioner såsom Torsdag i 2'eren, Drengene Fra Angora, Osman og Jeppe, Skråplan, Onkel Reje og ikke mindst Krysters Kartel sammen med Christine Exner, Laura Kvist, Troels Malling. For sidstnævnte vandt han den danske TV-Prisen i 2010. 
Tilbage i 2006 skrev og medvirkede i radioserien Opfindelsen & Søn sendt på P3.
Derudover har han medvirket i flere film samt TV-reklamer og radioprogrammer. 
Lykke lægger også dansk stemme til Hest i dukke-serien Cowboy, Indianer og Hest. 
Lykke har medvirket i 5 sæsoner af Live fra Bremen på TV2 og været vært for musikprogrammet Studie 5 på Kanal 5. 
Siden 2020 har han produceret, skrevet og medvirket i podcasten Undskyld vi roder som omhandler opstarten af R8dio. Han sidder også i bestyrelsen på R8dio. Podcasten vandt i 2020 og 2021 årets satire ved Prix Audio.

## Optrædener

### Filmografi
- Jul i Kommunen (2012)
- Kidnapning (2017)

### Podcast
- Undskyld vi roder (2020–)